# Dananu
Dananu (akad. Danānu, w transliteracji z pisma klinowego zapisywane najczęściej mda-na-nu, tłum. „Siła”) – wysoki dostojnik, gubernator prowincji Mansuate za rządów asyryjskiego króla Asarhaddona (680-669 p.n.e.); z Asyryjskiej kroniki eponimów wiadomo, iż w 680 r. p.n.e. pełnił także urząd limmu (eponima). Jego imieniem jako eponima datowanych jest szereg tekstów z Niniwy oraz pojedyncze teksty prawne z Aszur i Imgur-Enlil.